# 169 a. C.
El año 169 a. C. fue un año del calendario romano prejuliano. En el Imperio romano, fue conocido como el año 585 Ab Urbe condita.

## Acontecimientos

### Hispania
- Claudio Marcelo ejerce la pretura en las dos provincias hispanas, la Ulterior y la Citerior. Conquista Marcolica. Funda el asentamiento romano de Corduba.[1]

### Grecia
- Las fuerzas macedonias lideradas por Perseo de Macedonia atrapan a un ejército romano liderado por el cónsul Quinto Marcio Filipo cerca de Tempe, pero los macedonios fracasan a la hora de aprovechar la ventaja de su superior posición táctica.
- Roma conquista Macedonia
- El rey Perseo pide al rey seléucida Antíoco IV que una sus fuerzas a las suyas contra el peligro que Roma representa para todos los monarcas helenísticos. Antíoco IV no responde.

## Fallecimientos
- Terencio